# Lepraliella mooraboolensis
Lepraliella mooraboolensis är en mossdjursart som först beskrevs av William MacGillivray 1895.  Lepraliella mooraboolensis ingår i släktet Lepraliella och familjen Lepraliellidae. Inga underarter finns listade i Catalogue of Life.